# 17. září
17. září je 260. den roku podle gregoriánského kalendáře (261. v přestupném roce). Do konce roku zbývá 105 dní.

## Události

### Česko
- 1946 – Zlínské Divadlo pracujících zahajuje svou činnost v adaptovaném Komorním kině Drdovými Hrátkami s čertem, ředitelem se stal Jindřich Trousil
- 1999
  - deník Metro zveřejnil údajný výrok Věry Pohlové Já bych všechny ty internety a počítače zakázala, který po deseti letech média zmiňovala jako nejslavnější výrok o českém internetu či nejrozšířenější český internetový mem.
  - Novým šéfem Fondu národního majetku se stal Jan Stiess. Stejné jméno a stejné datum narození je uvedeno na divoce publikovaných seznamech tajných spolupracovníků StB.
  - Komunisté se podle průzkumu agentury STEM stávají téměř stejně silnou stranou jako vedoucí ODS
- 2001 – Společnost Česká produkční invest, stojící za TV Nova, koupila majoritní podíl ve slovenské společnosti TV Global.
- 2009 – Americký prezident Barack Obama telefonuje českému premiérovi Janu Fischerovi, že americký radar v Brdech stát nebude

### Svět
- 1156 – Babenberkové získali Privilegium minus.
- 1176 – Seldžučtí Turci porazili v bitvě u Myriokefala byzantské vojsko.
- 1394 – Král Karel VI. nařídil vyhnat všechny židy z Francie.
- 1787 – Ve Filadelfii byla podepsána Ústava Spojených států amerických.
- 1939 – Druhá světová válka: Sovětský svaz napadl Polsko a podpořil tak německou invazi do Polska.
- 1978 – Byly podepsány mírové smlouvy mezi USA, Izraelem a Egyptem – dohody z Camp Davidu.
- 1988 – V Soulu byly zahájeny XXIV. Letní olympijské hry.
- 1991 – Na internetu byla zveřejněna první verze linuxového jádra.
- 2008 – Transneptunické těleso Haumea získalo status trpasličí planety.
- 2013 – Ve světě videoher vychází dlouhoočekávaná herní novinka Grand Theft Auto V na konzole PlayStation 3 a XBOX 360.
- 2024 – Tisícům příslušníkům teroristické organizace Hizballáh explodovaly pagery.

## Narození

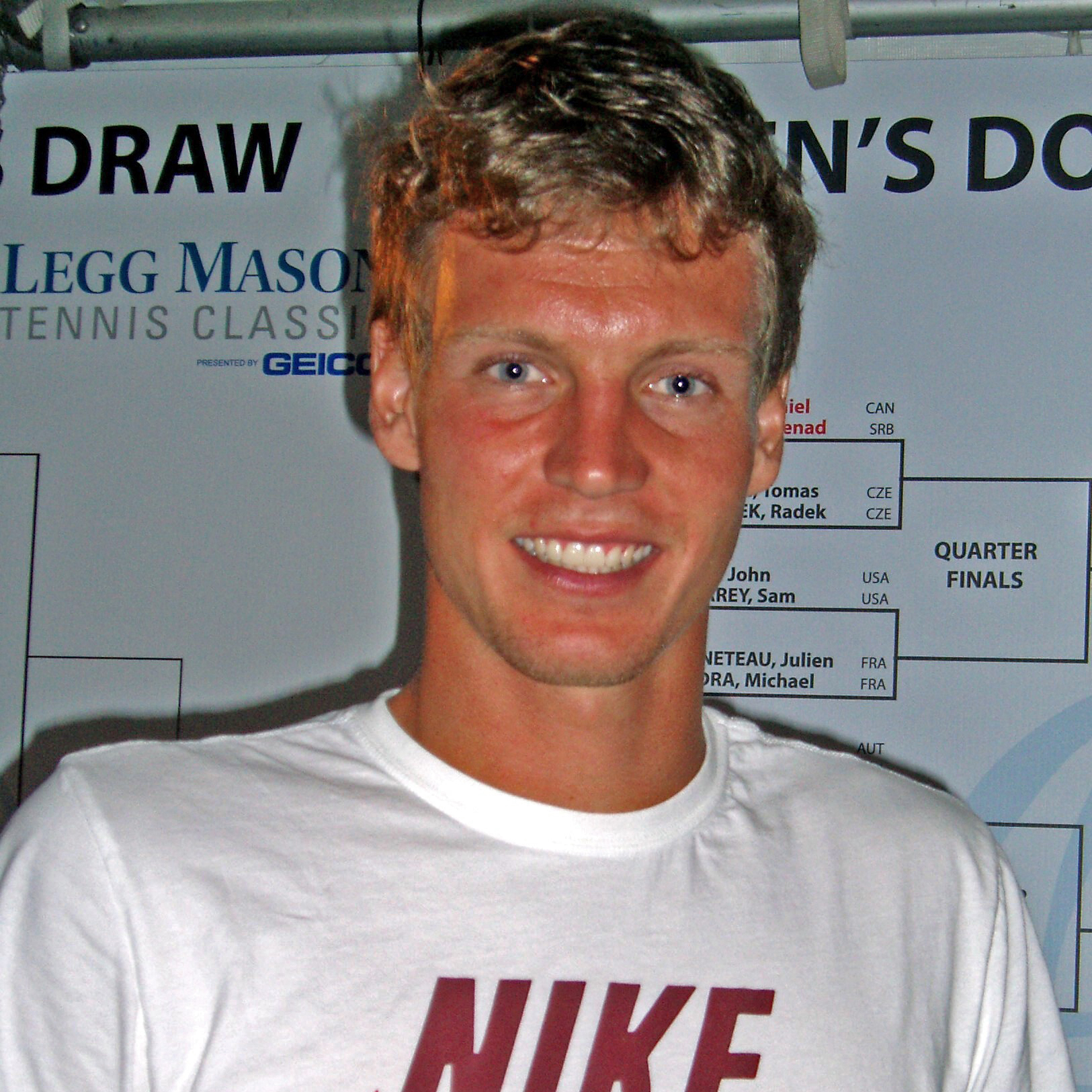
Tomáš Berdych (* 1985)

### Česko
- 1650 – Jan Miller, jezuitský teolog, rektor univerzity v Olomouci († 21. září 1723)
- 1671 – František Ludvík Poppe, kněz a hudební skladatel († 18. prosince 1730)
- 1832 – Miroslav Tyrš, historik umění, spoluzakladatel Sokola, († 8. srpen 1884)
- 1833 – Jan Tille, rektor Českého vysokého učení technického († 14. října 1897)
- 1835 – Karl Pickert, rakouský a český novinář a politik († 8. října 1888)
- 1841 – Václav Steffal, český anatom († 14. dubna 1894)
- 1865 – Jaroslav Budínský, československý politik († 12. května 1939)
- 1849 – Václav Juda Novotný, hudební spisovatel a skladatel († 1. srpna 1922)
- 1873 – Maxmilian Švabinský, malíř a grafik († 10. února 1962)
- 1875 – Josef Freising, československý politik německé národnosti († 17. září 1971)
- 1878 – Václav Sedláček, československý politik († 28. října 1939)
- 1896 – Karel Černohorský, muzejník,etnograf a archeolog († 23. března 1982)
- 1899 – Marta Gottwaldová, manželka čtvrtého československého prezidenta Klementa Gottwalda († 28. října 1953)
- 1902 – Emil Čermák, právník a spisovatel († 4. května 1963)
- 1905
  - František Kovárna, výtvarný teoretik, překladatel a spisovatel († 19. června 1952)
  - Jiřina Šejbalová, operní pěvkyně a herečka († 23. srpna 1981)
- 1908 – Jiřina Čížková, zakladatelka československé dětské endokrinologie († 19. května 1994)
- 1910 – František Hrubín, spisovatel († 1. března 1971)
- 1914 – Tomáš Baťa ml., česko-kanadský podnikatel, syn známého českého obuvníka († 1. září 2008)
- 1922 – Olga Zezulová, režisérka a spisovatelka († 28. srpna 2001)
- 1924 – Antonín Liška, biskup českobudějovický († 15. října 2003)
- 1926 – Ladislav Karoušek, výtvarník († 22. března 1991)
- 1931 – Ladislav Moc, chodec
- 1932 – Věra Vančurová, sportovní gymnastka a olympijská medailistka († 6. února 2018)
- 1935 – Eva Palyzová, dostihová žokejka († 6. července 2011)
- 1941 – Jan Hron, rektor České zemědělské univerzity v Praze
- 1942 – Antonín Buček, brněnský krajinný ekolog († 5. března 2018)
- 1943 – Michal Bukovič, textař († 31. ledna 2008)
- 1949 – Michael Rittstein, výtvarník
- 1951 – Jan A. Novák, spisovatel, publicista a novinář
- 1952 – Jarmila Bednaříková, historička
- 1971 – Klára Pollertová-Trojanová, herečka
- 1972 – Jan Boris Uhlíř, historik
- 1985 – Tomáš Berdych, profesionální tenista
- 1996 – Sharlota, rapperka
- 1999 – Goran Maiello, herec

### Svět

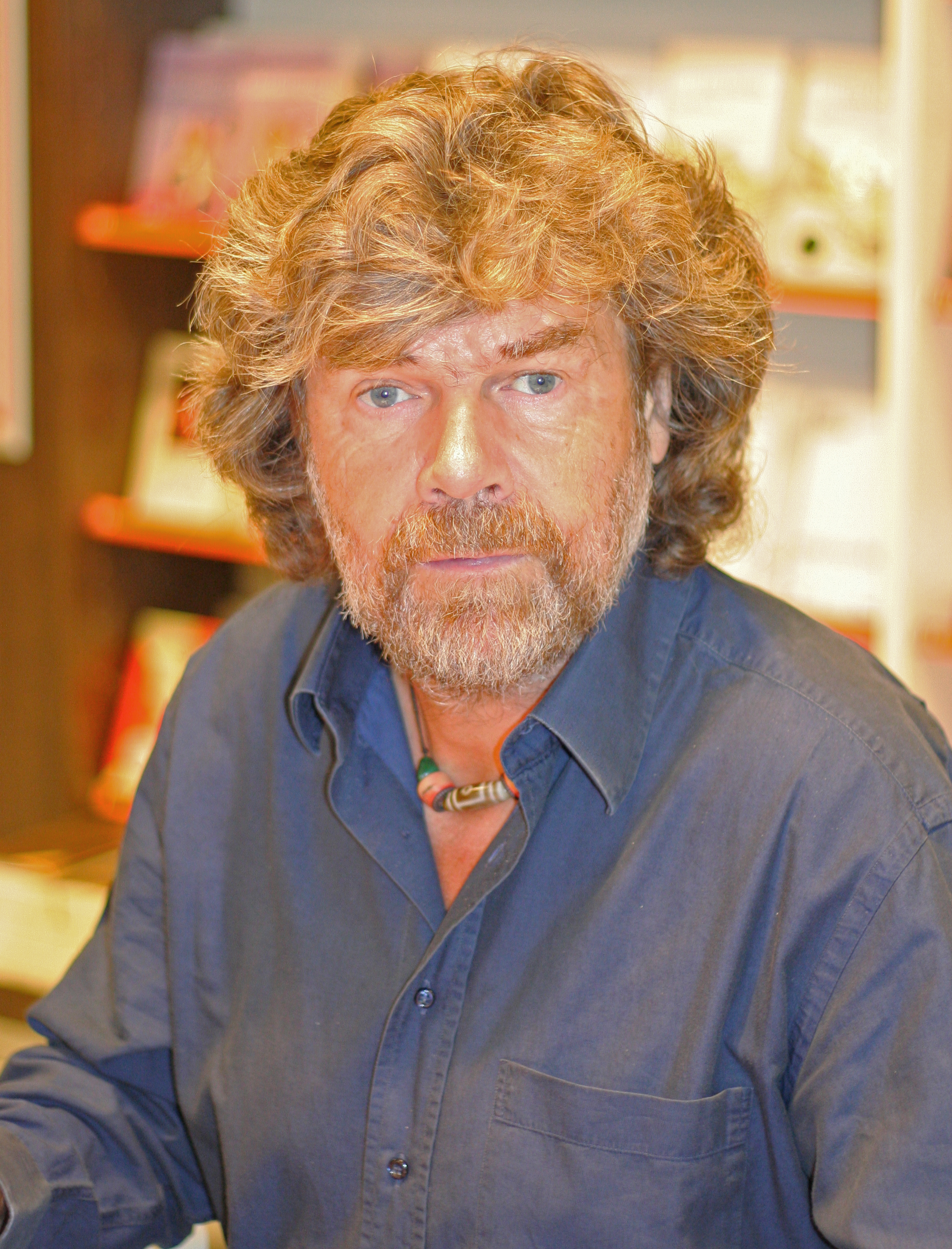
Reinhold Messner (* 1944)

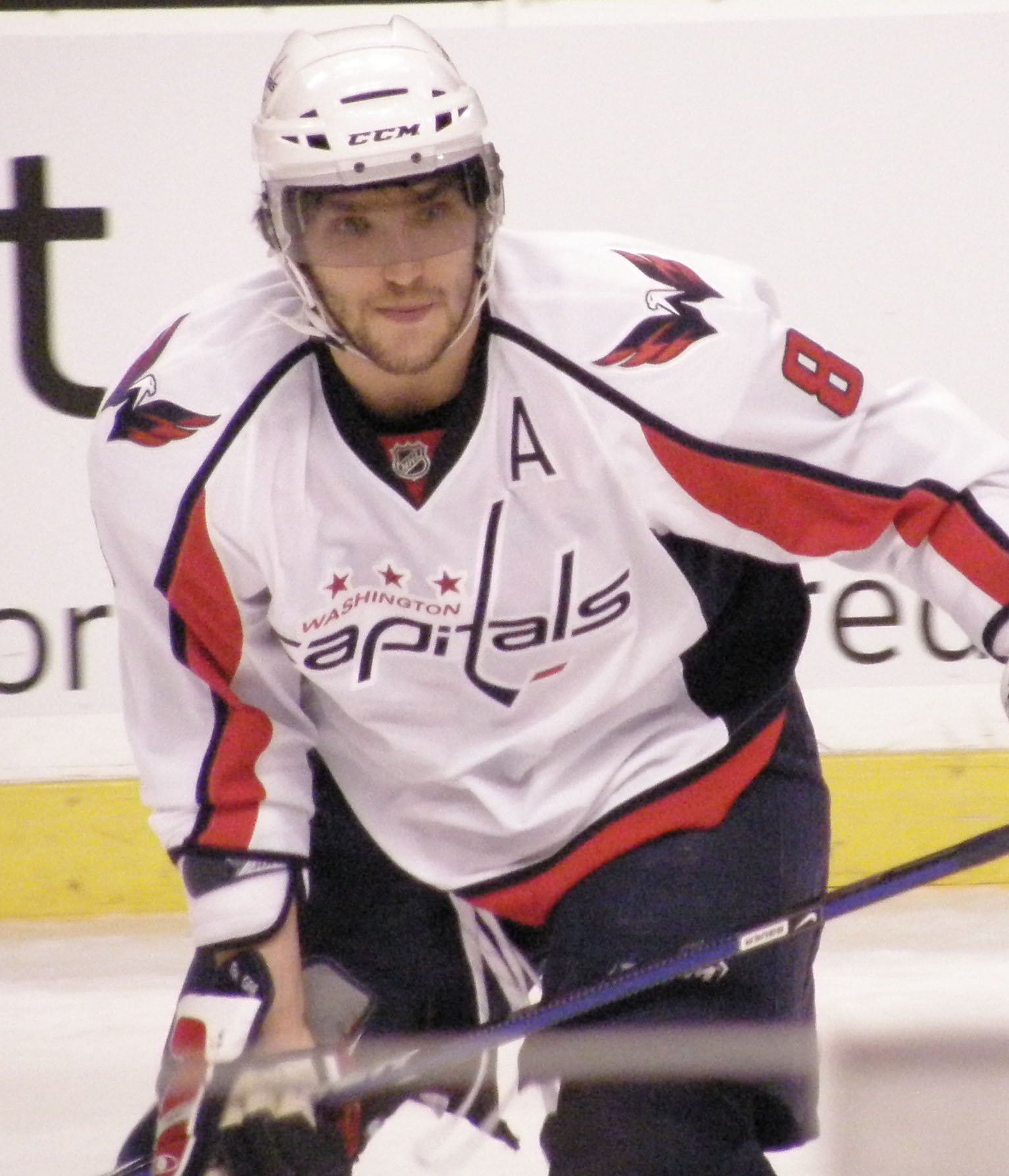
Alexandr Ovečkin (* 1985)

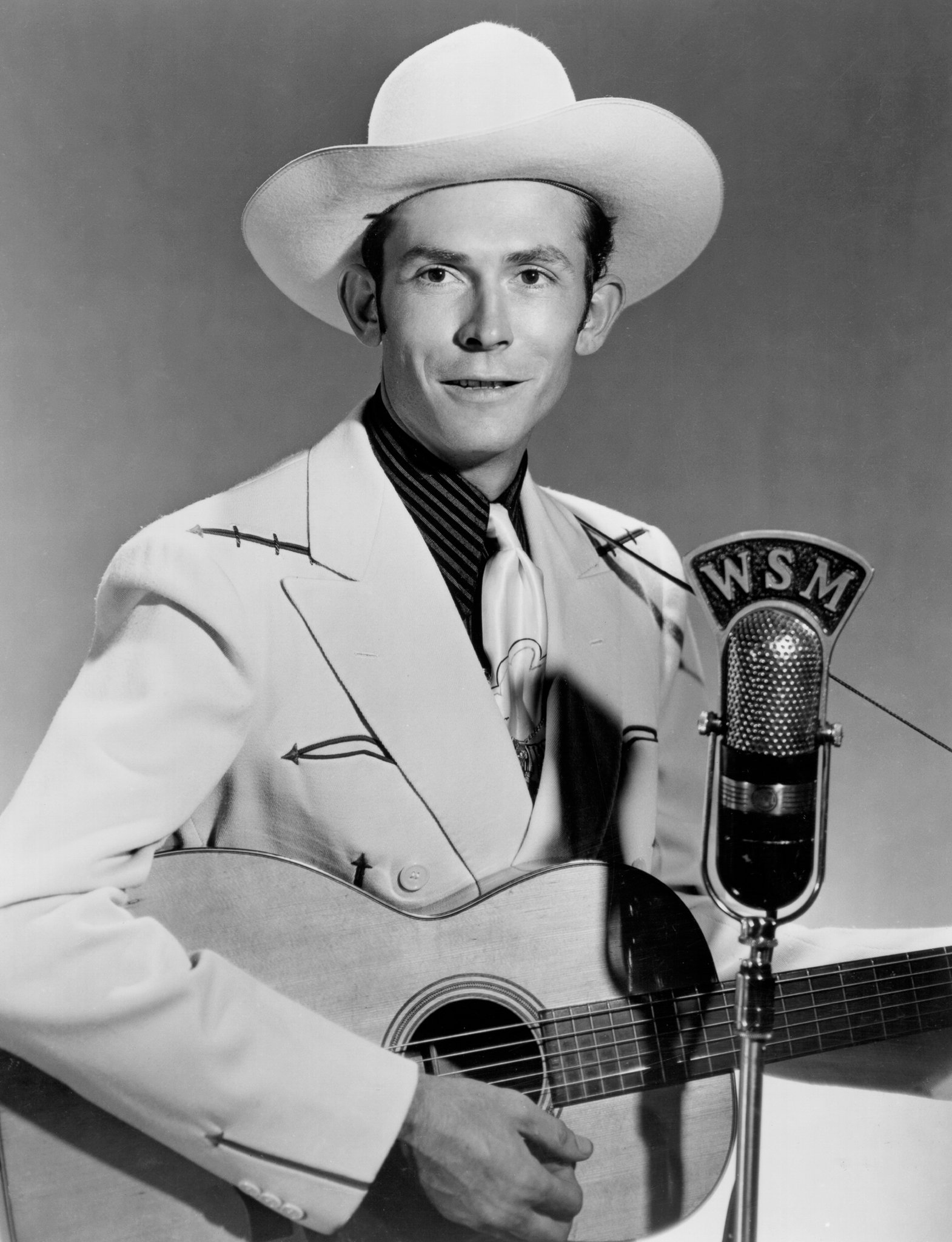
Hank Williams (* 1923)

- 0879 – Karel III. Francouzský, západofranský král († 929)
- 1552 – Pavel V., papež († 28. ledna 1621)
- 1674 – Arnošt August, vévoda z Yorku a Albany, mladší bratr britského krále Jiřího I. († 14. srpna 1728)
- 1677 – Stephen Hales, anglický fyziolog, chemik a vynálezce († 4. ledna 1761)
- 1688 – Marie Luisa Savojská, španělská královna († 14. února 1714)
- 1691 – Emanuel Silva-Tarouca, vídeňský dvorní architekt († 8. března 1771)
- 1739 – John Rutledge, americký politik († 23. července 1800)
- 1743 – Nicolas de Condorcet, francouzský osvícenský filosof, matematik a raný politolog († 1794)
- 1767 – Henri-Montan Berton, francouzský hudební skladatel, houslista a dirigent († 22. dubna 1844)
- 1789 – Friedrich Wilhelm Schadow, německý romantický malíř († 19. března 1862)
- 1795 – Saverio Mercadante, italský hudební skladatel († 1870)
- 1797 – Luigi Castellucci, italský architekt († 4. listopadu 1877)
- 1799 – Marie Württemberská, sasko-kobursko-gothajská vévodkyně († 24. září 1860)
- 1806 – Guillaume Duchenne de Boulogne, francouzský neurolog a fotograf († 15. září 1875)
- 1813 – John Jabez Edwin Mayall, anglický portrétní fotograf († 6. března 1901)
- 1820
  - Tomás Mejía, mexický generál († 19. června 1867)
  - Émile Augier, francouzský básník a dramatik († 25. října 1889)
- 1826 – Bernhard Riemann, německý matematik († 1866)
- 1844 – Tivadar Puskás, maďarský průkopník telefonu a vynálezce telefonní ústředny († 1893)
- 1854 – David Dunbar Buick, americký vynálezce († 5. března 1929)
- 1857 – Konstantin Eduardovič Ciolkovskij, ruský a sovětský vědec, průkopník teorie raketových letů, zakladatel soudobé kosmonautiky († 1935)
- 1869 – Christian Lous Lange, norský historik a politolog († 11. prosince 1938)
- 1871 – Eleonora ze Solms-Hohensolms-Lich, hesenská velkovévodkyně († 16. listopadu 1937)
- 1875 – Victor Anestin, rumunský novinář a spisovatel science fiction († 5. listopadu 1918)
- 1883
  - Martin Mičura, slovenský právník a politik († 31. května 1946)
  - William Carlos Williams, americký básník († 4. března 1963)
- 1890 – France Bevk, slovinský prozaik, básník a překladatel († 17. září 1970)
- 1895 – Markéta Dánská, dánská princezna († 18. září 1992)
- 1898 – Trofim Lysenko, sovětský agronom († 20. listopadu 1976)
- 1900 – Michail Jefimovič Katukov, velitel tankových a mechanizovaných vojsk Rudé armády († 8. června 1976)
- 1904 – Edgar G. Ulmer, americký filmový režisér († 30. září 1972)
- 1905 – Vladan Desnica, srbský a chorvatský spisovatel († 4. března 1967)
- 1907 – Warren E. Burger, americký politik a předseda Nejvyššího soudu USA († 25. června 1995)
- 1910 – Hilmar Pabel, německý fotograf a žurnalista († 6. listopadu 2000)
- 1916 – Jumdžágín Cedenbal, mongolský předseda vlády († 24. dubna 1991)
- 1918 – Chajim Herzog, izraelský prezident († 1997)
- 1920 – Dinah Sheridanová, anglická herečka († 25. listopadu 2012)
- 1922 – António Agostinho Neto, první prezident Angoly († 10. září 1979)
- 1923
  - Ralph Sharon, britský jazzový klavírista († 31. března 2015)
  - Hank Williams, americký zpěvák, kytarista a skladatel († 1. ledna 1953)
- 1926
  - Jack McDuff, americký jazzový varhaník a zpěvák († 23. ledna 2001)
  - Jean-Marie Lustiger, arcibiskup pařížský a kardinál († 5. srpna 2007)
- 1928
  - Gil Aldema, izraelský hudební skladatel a dirigent († 27. září 2014)
  - William Smith, americký zápasník, zlato na OH 1952 († 20. března 2018)
- 1929 – Stirling Moss, britský pilot Formule 1 († 12. dubna 2020)
- 1930
  - Thomas Stafford, americký vojenský letec a astronaut († 18. března 2024)
  - Edgar Mitchell, americký astronaut († 4. února 2016)
- 1931
  - Anne Bancroftová, americká herečka († 6. června 2005)
  - Jean-Claude Carrière, francouzský scenárista, herec a režisér († 8. února 2021)
- 1934 – Maureen Connollyová, americká tenistka († 21. června 1969)
- 1935
  - Uzi Kalchheim, izraelský rabín, činný i v Praze († 20. dubna 1994)
  - Ken Kesey, americký spisovatel († 10. listopadu 2001)
- 1936 – Jan Gehl, dánský architekt
- 1937 – Albertine Sarrazinová, francouzská spisovatelka a básnířka († 10. července 1967)
- 1938 – Perry Robinson, americký klarinetista († 2. prosince 2018)
- 1939 – Vladimir Meňšov, ruský herec a režisér († 5. července 2021)
- 1943
  - Angelo Comastri, italský kardinál
  - János Kis, maďarský liberální filozof a politik
- 1944
  - Reinhold Messner, rakouský horolezec
  - Alfi Nipič, slovinský zpěvák
- 1945 – Bruce Spence, novozélandský herec
- 1946 – Sieb Warner, nizozemský zpěvák a bubeník
- 1947 – Jozef Bednárik, slovenský herec a divadelní režisér  († 2013)
- 1949 – Zbigniew Wassermann, polský politik a právník († 10. dubna 2010)
- 1950
  - Avšalom Kor, izraelský jazykovědec, hebraista
  - Naréndra Módí, premiér Indie
- 1951
  - Lawrence Ball, anglický hudebník a skladatel
  - Piet Kleine, nizozemský rychlobruslař, cyklista, olympijský vítěz
- 1952 – James Young, anglický hudebník
- 1953 – Steve Williams, bubeník velšské heavy metalové skupiny Budgie
- 1956 – Almazbek Atambajev, prezident Kyrgyzstánu
- 1958 – Janez Janša, slovinský politik
- 1959 – Janez Podobnik, slovinský politik
- 1960 – Damon Hill, anglický jezdec Formule 1
- 1963 – Jeff Ballard, americký jazzový bubeník
- 1968 – Anastacia, americká zpěvačka, Mehmet Âkif Pirim turecký zápasník
- 1969
  - Ken Doherty, irský hráč snookeru
  - Keith Flint, britský zpěvák a tanečník, vokalista skupiny The Prodigy († 4. března 2019)
- 1971 – Adriana Karembeu, slovenská modelka
- 1980 – Manca Špik, slovinská zpěvačka
- 1985 – Alexandr Ovečkin, ruský lední hokejista, Shericka Williamsová jamajská atletka, Jekatěrina Andrjušinová ruská házenkářka
- 1989 – Peter O'Mahony, irský ragbista
- 1991 – Angelina Golikovová, ruská rychlobruslařka
- 1997 – Auston Matthews, americký lední hokejista
- 1998 – Dan Sheehan, irský ragbista

## Úmrtí

### Česko

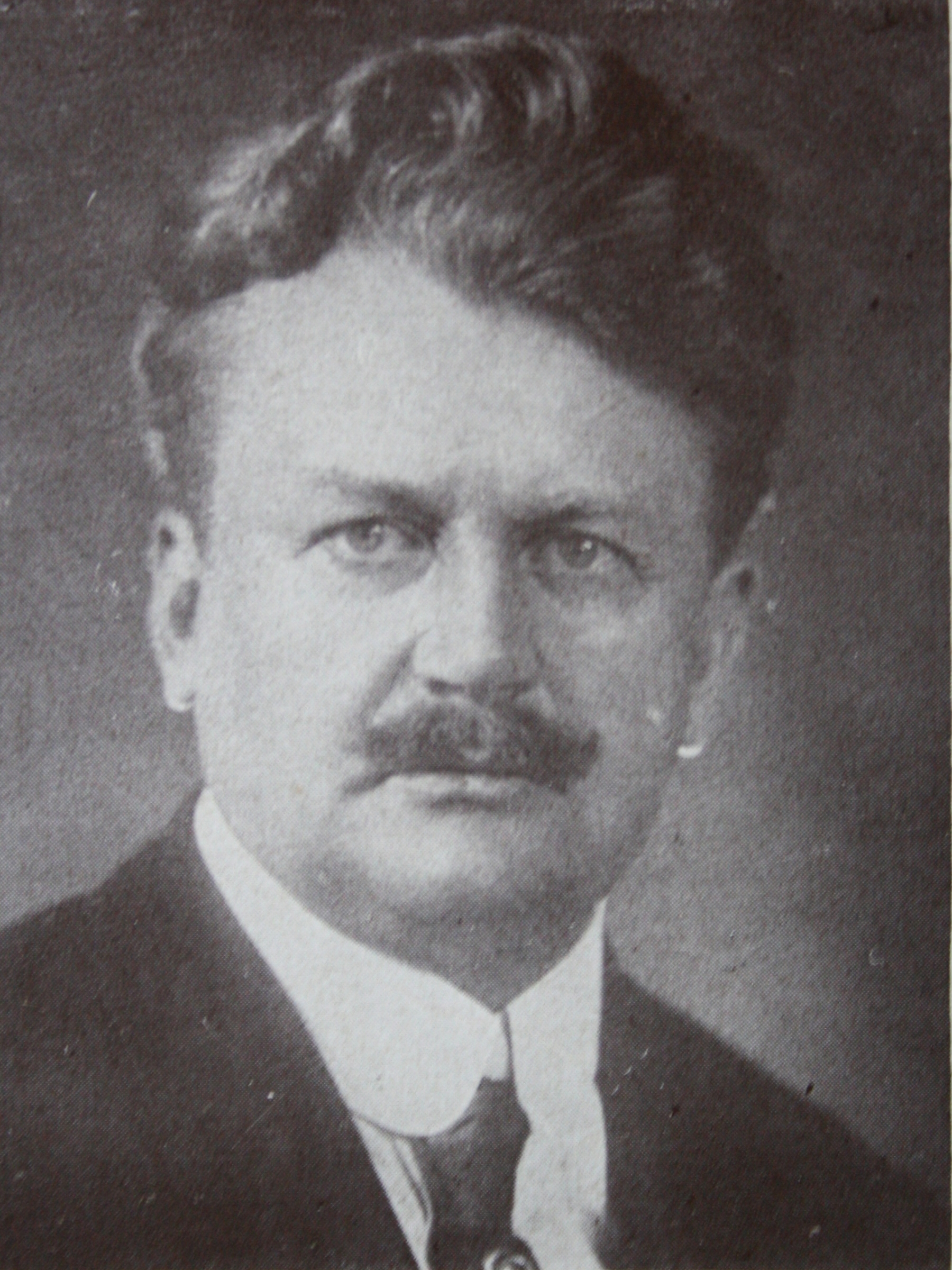
Antonín Benjamin Svojsík († 1938)

- 1609 – Jehuda ben Becalel, židovský rabín a učenec, legendární tvůrce pražského golema
- 1732 – Josef Antonín Plánický, zpěvák a hudební skladatel (* 27. listopadu 1691)
- 1756 – Josef Antonín Sehling, hudební skladatel (* 7. ledna 1710)
- 1762 – Francesco Geminiani, italský hudební skladatel, houslista a teoretik hudby (* 5. prosince 1687)
- 1849 – Joseph Alois von Helm, rektor olomoucké univerzity a starosta Olomouce (* 13. června 1795)
- 1864 – Ignác Meisner, kněz, arciděkan v Horní Polici (* 30. prosince 1785)
- 1894 – Theodor Hassmann, český politik německé národnosti (* ? 1825)
- 1897 – Vojtěch Ignác Ullmann, architekt (* 23. dubna 1822)
- 1906 – Jan Václav Lego, národní buditel a spisovatel (* 14. září 1833)
- 1917 – Josef Král, klasický filolog (* 18. prosince 1853)
- 1938
  - Antonín Benjamin Svojsík, zakladatel českého skautingu (* 5. září 1876)
  - Franz Spina, československý politik německé národnosti (* 5. října 1868)
- 1939 – Alois Roudnický, kněz a politik (* 20. ledna 1877)
- 1951 – František Nušl, astronom (* 3. prosince 1867)
- 1959 – Adolf Kajpr, kněz, jezuita, novinář, oběť komunismu (* 5. července 1902)
- 1964 – Josef Jambor, malíř, krajinář (* 29. října 1887)
- 1967 – Pavel Jáchym Šebesta, misionář, etnograf, antropolog a lingvista (* 20. března 1887)
- 1971 – Josef Freising, československý politik německé národnosti (* 17. září 1875)
- 1979 – Miloslav Kabeláč, hudební skladatel a pedagog (* 1. srpna 1908)
- 1981 – Vlastimil Beneš, malíř, grafik, sochař a scénograf (* 3. října 1919)
- 1986 – Jaroslav Bejček, výtvarník (* 9. července 1926)
- 1998 – Gustav Nezval, herec (* 18. listopadu 1907)
- 2006 – Milan Kopecký, literární historik (* 14. května 1925)
- 2007 – Miloš Zavadil, česko-rakouský tanečník, herec, choreograf (* 11. července 1940)
- 2021 – Jiří Fürst, sochař (* 31. prosince 1954)

### Svět

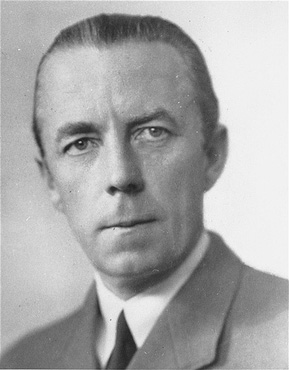
Folke Bernadotte († 1948)

- 1179 – Hildegarda z Bingenu, německá mystička, přírodovědkyně, lékařka, hudební skladatelka, spisovatelka, členka benediktinského řádu (* 1098)
- 1200 – Kuang-cung, čínský císař říše Sung (* 30. září 1147)
- 1224 – Ning-cung, čínský císař (* 19. listopadu 1168)
- 1382 – Císařovna Ma, čínská císařovna říše Ming (* 1332)
- 1665 – Filip IV. Španělský, španělský král (* 8. dubna 1605)
- 1676 – Šabtaj Cvi, zakladatel židovské sekty sabatiánů (1. srpna 1626)
- 1679 – Juan José de Austria, levoboček španělského krále Filipa IV. a nizozemský místodržitel (* 7. dubna 1629)
- 1701 – Stanisław Papczyński, polský zakladatel Kongregace Mariánských otců Neposkvrněného početí Nejsvětější Panny Marie (* 18. května 1631)
- 1729 – François Noël, valonský misionář v Číně, astronom a matematik (* 18. srpna 1651)
- 1771 – Tobias Smollett, skotský spisovatel (* 19. března 1721)
- 1803 – Franz Xaver Süssmayr, rakouský skladatel (* 1766)
- 1816 – Vladislav Alexandrovič Ozerov, ruský dramatik (* 10. října 1769)
- 1823 – Abraham Louis Breguet, francouzský hodinář (* 10. ledna 1747)
- 1825 – Josef Karel z Ditrichštejna, první guvernér Rakouské národní banky (* 19. října 1763)
- 1836 – Antoine Laurent de Jussieu, francouzský botanik (* 12. dubna 1748)
- 1863 – Alfred de Vigny, francouzský romantický spisovatel, básník a dramatik (* 27. března 1797)
- 1866 – František z Camporossa, katolický světec (* 27. prosince 1804)
- 1877 – William Fox Talbot, britský vynálezce, fotograf, lingvista a matematik (* 11. února 1800)
- 1879 – Eugène Viollet-le-Duc, francouzský architekt a historik umění (* 27. ledna 1814)
- 1888 – Johann Nepomuk Hiedler, pradědeček Adolfa Hitlera (* 19. března 1807)
- 1889 – Şevkefza Sultan, čtvrtá manželka sultána Abdülmecida I., matka sultána Murada V. (* 12. prosince 1820)
- 1891 – Josef Maximilián Petzval, slovenský matematik, fyzik a vynálezce (* 6. ledna 1807)
- 1907 – Ignaz Brüll, rakouský hudební skladatel a klavírní virtuos (* 7. listopadu 1846)
- 1915 – Remy de Gourmont, francouzský spisovatel (* 4. dubna 1858)
- 1916 – Hermann Krone, německý fotograf, vědec a publicista (* 14. září 1827)
- 1936 – Henry Le Chatelier, francouzský chemik (* 8. října 1850)
- 1937 – Walter Dubislav, německý filozof (* 20. září 1895)
- 1938 – Nikolaj Kondraťjev, sovětský ekonom (* 16. března 1892)
- 1941 – Iosif Berman, rumunský fotograf a žurnalista (* 17. ledna 1892)
- 1942 – Henri Hinrichsen, německý nakladatel (* 5. února 1868)
- 1943 – Gino Lucetti, italský anarchista (* 31. srpna 1900)
- 1945 – Charles Spearman, britský psycholog a statistik (* 10. září 1863)
- 1947 – Pavol Žiška, slovenský kněz a československý politik (* 1. června 1879)
- 1948
  - Folke Bernadotte, švédský diplomat (* 2. ledna 1895)
  - Ruth Benedictová, americká kulturní antropoložka (* 5. června 1887)
- 1950 – Ernst Gotthilf, rakouský architekt (* 1. října 1865)
- 1958 – Herbie Fields, americký saxofonista a klarinetista (* 24. května 1919)
- 1959 – Alfred Kärcher, německý inženýr a podnikatel (* 27. března 1901)
- 1963
  - Adolph Malan, jihoafrický stíhací pilot RAF (* 24. března 1910)
  - Eduard Spranger, německý psycholog (* 27. července 1882)
- 1964 – Clive Bell, britský kritik umění (* 16. září 1881)
- 1970 – France Bevk, slovinský prozaik, básník a překladatel (* 17. září 1890)
- 1980
  - Iľja Jozef Marko, slovenský novinář a básník (* 1. února 1907)
  - Anastasio Somoza Debayle, nikaragujský prezident (* 5. prosince 1925)
- 1983 – Rosa Rakousko-Toskánská, členka toskánské větve Habsbursko-lotrinské dynastie (* 22. září 1906)
- 1989 – Ion Dezideriu Sîrbu, rumunský filosof a spisovatel (* 28. června 1919)
- 1991 – Zino Francescatti, francouzský houslista (* 9. srpna 1902)
- 1994 – Karl Raimund Popper, rakouský filosof (* 28. července 1902)
- 1996 – Spiro Agnew, viceprezident USA (* 9. listopadu 1918)
- 1997 – Jan Peder Syse, premiér Norska (* 25. listopadu 1930)
- 2000 – Hester Burtonová, anglická spisovatelka (* 6. prosince 1913)
- 2001 – Dušan Blaškovič, slovenský herec (* 11. září 1930)
- 2003 – Erich Hallhuber, německý herec (* 14. července 1951)
- 2006 – Al Casey, americký kytarista (* 26. října 1936)
- 2013
  - Bernie McGann, australský saxofonista (* 22. června 1937)
  - Eidži Tojoda, japonský průmyslník (* 12. září 1913)
- 2015 – David Willcocks, britský sbormistr, dirigent, varhaník a skladatel (* 30. prosince 1919)
- 2021 – Abdelazíz Buteflika, alžírský politik a bývalý prezident (* 2. března 1937)

## Svátky

### Česko
- Naděžda, Naďa
- Hilda
- Lambert
- Olympie
- Sokrat
- Socialistický kalendář: Den československého letectva

### Svět
- Světový den bezpečnosti pacientů

| 17. září v pražském KlementinuÚdaje jsou platné k 8. 7. 2025. | 17. září v pražském KlementinuÚdaje jsou platné k 8. 7. 2025. | 17. září v pražském KlementinuÚdaje jsou platné k 8. 7. 2025. |
| minimum                                                       | denní průměr                                                  | maximum                                                       |
| ------------------------------------------------------------- | ------------------------------------------------------------- | ------------------------------------------------------------- |
| 4,5 °C (1952)                                                 | 15,2 °C (od 1961)                                             | 31,3 °C (2015)                                                |